# Vega (nombre)
Vega es un nombre femenino que tiene un origen religioso cristiano, por la advocación mariana de la Virgen de la Vega, venerada en muchas localidades de España como Salamanca, donde es patrona de la ciudad, Benavente (Zamora), Piedrahíta (Ávila) y Haro (La Rioja). Etimológicamente 'vega' proviene de 'vaica', una palabra prerromana con el mismo significado: extensión llana y fértil, húmeda, comúnmente un espacio humanizado perteneciente a una comunidad. 
La misma palabra es usada como apellido, sola o con la fórmula 'de Vega' o 'de la Vega'. 
El nombre Vega ha pasado de su forma original 'María de la Vega' a ser usado por sí mismo, perdiendo su sentido religioso. Desde ese uso más transparente (más neutro o laico) algunos relacionan el término con la estrella Vega, la más brillante de la constelación de la Lira. Con ese uso el origen de la palabra es Wega (posteriormente Vega), una transliteración de la palabra árabe wāqi‘, que significa "que cae", en la frase  النسر الواقع an-nasr al-wāqi‘, "el águila que cae".   
Es con este significado como aparece con más frecuencia cada vez en países diferentes de España, como los Estados Unidos.

## Santoral
María de la Vega se celebra el 8 de septiembre. Aparte de esta Virgen, no existe santo o santa con tal nombre. 

## Variantes
- Femenino: María de la Vega.

## Estadísticas
Vega con sus variantes es un apellido común, no es un nombre propio demasiado extendido, aunque su popularidad ha aumentado muy rápidamente. Hizo el número 15 en frecuencia de nombres inscritos en 2021 en España con 1666 niñas, por delante de nombres como Mía, Lara, Alba, Noa o Lola, que lo siguen por ese orden. 
Según datos del Instituto Nacional de Estadística de España, en este país hay inscritas en 2013 14.533 mujeres con el nombre 'Vega', que representan el 0,601 por mil. De ellas, fueron inscritas en Madrid 2631 (0,747‰), 1666 (1,267‰) en Valencia y 1017 (0,348‰) en Barcelona. La mayor proporción de niñas nombradas 'Vega' se da en Salamanca (4,274‰), Teruel (1,887‰) y Castellón (1,468‰).
El dato más significativo es que la edad media de las mujeres que llevan este nombre es de 6,4 años ya que la mayoría ha sido inscrita en la década de 2010. 
| Década | Niñas inscritas | Tanto por mil |
| ------ | --------------- | ------------- |
| 2020   | 1592            | 10,109‰       |
| 2010   | 11192           | 5,316‰        |
| 2000   | 1409            | 0,589‰        |
| 1990   | 131             | 0,053‰        |
| 1980   | 59              | 0,019‰        |
| 1970   | 38              | 0,010‰        |
| 1960   | 28              | 0.008‰        |
| 1950   | 34              | 0,012‰        |
| 1940   | 25              | 0,012‰        |
| 1930   | 22              | 0,017‰        |